# 香港2022年度授勳及嘉獎名單
香港2022年授勳名單於2022年7月27日刊登於《香港特別行政區政府憲報》。是年共889人獲得時任行政長官李家超頒授勳銜及作出嘉獎，為歷屆最多，其中過半是因參與應對2019冠狀病毒病香港疫情而獲得表揚。為全力籌備香港主權移交25週年慶祝活動，本年度授勳名單延後公佈，而不像往年那樣在7月1日回歸紀念日當天公佈，勳銜頒授典禮於11月5日至7日在香港禮賓府閉門舉行。

## 授勳及嘉獎名單

### 大紫荊勳章
- 李家超先生，大紫荊勳賢，SBS，PDSM
- 張宇人議員，大紫荊勳賢，GBS，JP
- 李義法官，大紫荊勳賢
- 廖長城先生，大紫荊勳賢，GBS，SC，JP
- 王英偉博士，大紫荊勳賢，GBS，JP
- 林建岳博士，大紫荊勳賢，GBS
- 吳良好先生，大紫荊勳賢，GBS，JP

### 金紫荊星章
- 陳國基司長，GBS，IDSM，JP
- 黃偉綸副司長，GBS，JP
- 湯家驊議員，GBS，SC，JP
- 楊潤雄局長，GBS，JP
- 曾國衞局長，GBS，IDSM，JP
- 許正宇局長，GBS，JP
- 鄧炳強局長，GBS，IDSM，JP
- 陳清霞議員，GBS，JP
- 陳帆先生，GBS
- 陳肇始教授，GBS
- 聶德權先生，GBS
- 薛永恒先生，GBS
- 白韞六先生，GBS，IDSM
- 朱乃璋先生，GBS
- 李慧琼議員，GBS，JP
- 鄧忍光先生，GBS，JP
- 蔡淑嫻女士，GBS，JP
- 林大輝博士，GBS，JP
- 張華峰先生，GBS，JP
- 梁永祥教授，GBS，JP
- 許宗盛（英语：Herman Hui）先生，GBS，MH，JP
- 陳家駒先生，GBS，JP
- 林天福先生，GBS，JP
- 歐陽伯權博士，GBS，JP
- 汪明荃博士，GBS

### 銀紫荊星章
- 張國鈞副司長，SBS，JP
- 麥美娟局長，SBS，JP
- 胡英明先生，SBS，CSDSM
- 吳美玲法官，SBS
- 陳漢儀醫生，SBS，JP
- 丁葉燕薇女士，SBS，JP
- 周淑貞女士，SBS，JP
- 梁志仁先生，SBS，JP
- 梁偉雄工程師，SBS，FSDSM
- 王桂壎先生，SBS，JP
- 任詠華博士，SBS，JP
- 徐尉玲博士，SBS，JP
- 葉玉如博士，SBS，MH，JP
- 黃奕鑑先生，SBS，MH，JP
- 余德祥先生，SBS，JP
- 吳永順先生，SBS，JP
- 鄭志剛博士，SBS，JP
- 李慧詩博士，SBS，MH
- 沈金康博士，SBS，MH
- 郭利民先生，SBS
- 陳兆根博士，SBS
- 黃貴權醫生，SBS
- 潘兆平先生，SBS，MH
- 何詩蓓女士，SBS
- 張家朗先生，SBS
- 史樂山先生，SBS
- 郭基煇先生，SBS
- Professor Sir David Stephen EASTWOOD（英语：David Eastwood），SBS

### 銀英勇勳章
- 蘇敬祖先生，MBS

### 紀律部隊及廉政公署卓越獎章
香港警察卓越獎章
- 林曉彤女士，PDSM
- 莊定賢先生，PDSM
- 陶輝先生，PDSM
- 曾正科先生，PDSM

香港消防事務卓越獎章
- 吳孝銘先生，FSDSM
- 陳錦輝先生，FSDSM
- 樂健壯先生，FSDSM

香港入境事務卓越獎章
- 張秀賢女士，IDSM
- 戴志源先生，IDSM

香港海關卓越獎章
- 何珮珊女士，CDSM，CMSM
- 黎流栢先生，CDSM，CMSM

香港懲教事務卓越獎章
- 梁贊明先生，CSDSM

香港廉政公署卓越獎章
- 林健明先生，IDS

### 銅紫荊星章
- 趙式明女士，BBS，JP
- 許華傑先生，BBS，MH, JP
- 黃煥忠教授，BBS，MH, JP
- 樓家強先生，BBS，MH, JP
- 吳凱詩女士，BBS，JP
- 李民橋先生，BBS，JP
- 李偉彬工程師，BBS，JP
- 李惠光工程師，BBS，JP
- 李寶儀女士，BBS，JP
- 徐聯安博士，BBS，JP
- 崔康常博士，BBS，JP
- 張達棠先生，BBS，JP
- 陳海壽博士，BBS，JP
- 陳細明先生，BBS，JP
- 麥錦羅女士，BBS，JP (Ms Phyllis MCKENNA, JP）
- 黃江天博士，BBS，JP
- 楊育城先生，BBS，JP
- 葉成慶先生，BBS，JP
- 劉宇隆教授，BBS，JP
- 劉澤星教授，BBS，JP
- 潘永祥教授，BBS，JP
- 羅孔君女士，BBS，JP
- 龔楊恩慈女士，BBS，JP
- 何榮添博士，BBS，MH
- 李垂誼先生，BBS，MH
- 梁育榮先生，BBS，MH
- 馮玖教授，BBS，MH
- 鄧勵先生，BBS，MH (Mr Michael Scott TANNER, MH)
- 鄭兆康先生，BBS
- 賴雪芬女士，BBS
- 孔繁毅教授，BBS
- 王華宜女士，BBS
- 林超賢先生，BBS
- 林潞先生，BBS
- 張志雄醫生，BBS
- 梁志天先生，BBS
- 莫樹錦教授，BBS
- 彭潔玲女士，BBS
- 黃業強先生，BBS
- 慕容漢先生，BBS
- 蔡雨聖先生，BBS
- 鄭念泰先生，BBS
- 戴燕萍女士，BBS
- 譚鎮國先生，BBS
- Mr Peter William BURNETT，BBS

### 紀律部隊及廉政公署榮譽獎章
香港警察榮譽獎章
- 林鴻釧先生，PMSM
- 陳健國先生，PMSM
- 陳寶倫先生，PMSM
- 余溢暢先生，PMSM
- 李乃揚先生，PMSM
- 卓佩君女士，PMSM
- 林偉亮先生，PMSM
- 林學潛先生，PMSM
- 胡宗民先生，PMSM
- 張煒成先生，PMSM
- 許瑞琳女士，PMSM
- 連寶燕女士，PMSM
- 郭綺娜女士，PMSM
- 陳永祥先生，PMSM
- 陸雪霞女士，PMSM
- 黃國強先生，PMSM
- 黃維先生，PMSM
- 黃廣興博士，PMSM
- 楊國麟先生，PMSM
- 鄒祥有先生，PMSM
- 劉海通先生，PMSM
- 黎兆良先生，PMSM

香港消防事務榮譽獎章
- 吳令瞻博士，FSMSM
- 吳有雙先生，FSMSM
- 李志雄先生，FSMSM
- 張嘉鎮先生，FSMSM
- 黃乃文先生，FSMSM
- 黃振業先生，FSMSM
- 黃錦輝先生，FSMSM
- 葉潤餘先生，FSMSM

香港入境事務榮譽獎章
- 朱啟德先生，IMSM
- 岑志忠先生，IMSM
- 李遇春先生，IMSM
- 林紹群先生，IMSM
- 徐綺麗女士，IMSM

香港海關榮譽獎章
- 李錦榮先生，CMSM
- 陳宏雄先生，CMSM
- 麥德榮先生，CMSM
- 葉經略先生，CMSM
- 劉鎮坤先生，CMSM

香港懲教事務榮譽獎章
- 梁慧莊女士，CSMSM
- 温明煒先生，CSMSM
- 馮麗環女士，CSMSM
- 葉劍雄先生，CSMSM
- 劉文清先生，CSMSM

政府飛行服務隊榮譽獎章
- 丁沛東機長，MBB，GMSM

香港廉政公署榮譽獎章
- 李健良先生，IMS
- 林志華先生，IMS

### 榮譽勳章
- 陳月明議員，MH
- 盧婉婷女士，MH
- 紀治興博士，MH，JP
- 楊世模博士，MH，JP
- 梁頴宇女士，MH，JP
- 蔡楚清先生，MH，JP
- 鄧淑明博士，MH，JP
- 林德成先生，MH
- 郭芙蓉女士，MH
- 何啟華先生，MH
- 吳超洪先生，MH
- 李皓晴女士，MH
- 祁麗媚女士，MH
- 邱松慶先生，MH
- 金志民先生，MH (Mr QAMAR, Zaman Minhas)
- 徐小龍先生，MH
- 袁蘭芳女士，MH
- 梁志明先生，MH
- 梁志堅女士，MH
- 郭克榮先生，MH
- 陳江華先生，MH
- 陳志光先生，MH
- 陳偉佳博士，MH
- 陳漢明先生，MH
- 曾憲康先生，MH
- 黃君恒先生，MH
- 廖呂麗青女士，MH
- 趙志堅先生，MH
- 劉慧茵女士，MH
- 盧錦欽先生，MH
- 鍾麗金女士，MH
- 簡植航先生，MH
- 卞兆祥教授，MH
- 尹錦滔先生，MH
- 文詩詠女士，MH
- 王子成先生，MH
- 王婷莛女士，MH
- 巫幹輝工程師，MH
- 李玉芝女士，MH
- 李自成博士，MH
- 李卓廣醫生，MH
- 李家良先生，MH
- 李輝女士，MH
- 杜凱琹女士，MH
- 周世耀先生，MH
- 林文燦博士，MH
- 林志明先生，MH
- 林松茵女士，MH
- 胡景豪先生，MH
- 范凱傑先生，MH
- 孫小杰先生，MH
- 袁敏兒女士，MH
- 馬光如女士，MH
- 馬軼超先生，MH
- 張國棟先生，MH
- 梁家輝先生，MH
- 梁鴻德先生，MH
- 莊太量教授，MH
- 許玉漢先生，MH
- 郭彥麗女士，MH
- 陳珊珊女士，MH
- 陳英先生，MH
- 陳修杰工程師，MH
- 陳家樂教授，MH
- 陳栩先生，MH
- 陳浩源先生，MH
- 陳劍虹先生，MH
- 陳穎文女士，MH
- 勞超傑先生，MH
- 彭志宏醫生，MH
- 曾潤財先生，MH
- 馮鈺鋒先生，MH
- 黃吳慧梅女士，MH
- 黃金蓮修女，MH
- 黃楚淇女士，MH
- 黃業坤先生，MH
- 黃德祥醫生，MH
- 楊明悌先生，MH
- 楊翠珍女士，MH
- 楊學明先生，MH
- 葉建明先生，MH
- 葉頌文先生，MH
- 葉錦洪先生，MH
- 詹漢銘先生，MH
- 廖宇軒先生，MH
- 廖凌康先生，MH
- 黎兆光先生，MH
- 劉南銘先生，MH
- 劉柏祺先生，MH
- 劉洋先生，MH
- 劉振鴻先生，MH
- 劉堅偉博士，MH
- 劉楚彬博士，MH
- 劉慕裳女士，MH
- 劉慶揚先生，MH
- 樊敏華先生，MH
- 歐行莊女士，MH
- 潘伯傑先生，MH
- 潘偉瑩女士，MH
- 蔡少偉博士，MH
- 鄭淑嫻教授，MH
- 龍振邦醫生，MH
- 蕭麗娟女士，MH
- 薛博然先生，MH
- 謝裕章先生，MH
- 鍾子權先生，MH
- 鍾棋偉先生，MH
- 簡兆麟先生，MH
- 羅啟邦先生，MH
- 譚國榮先生，MH
- 龐維仁先生，MH
- 蘇慧音女士，MH
- Mr Richard William BISHOP，MH
- Mr Gregory Andre Maurice KOENIG，MH
- Mr William Nicholas THOMAS，MH

### 行政長官社區服務獎狀
- 何紹基先生
- 劉舜婷女士
- 李錦滔教授
- 文志賢醫生
- 文嘉燕女士
- 王虎生先生
- 王恭浩先生
- 王紫雲先生
- 王詩展先生
- 布家玲女士
- 甘春輝先生
- 何志強先生
- 何志誠工程師
- 余月偉先生
- 余仲良先生
- 吳寧寧女士
- 吳錦祥先生
- 呂頴姿女士
- 李永權先生
- 李思穎女士
- 李惠明先生
- 李漢源先生
- 李銘業先生
- 李豐年先生
- 杜半之先生
- 阮開鳳修女
- 冼偉倫先生
- 周永權先生
- 周雪茵女士
- 林天賦先生
- 林冠良先生
- 邱歡智女士
- 金　堅女士
- 侯漢碩先生
- 洪志傑先生
- 洪美容女士
- 唐志銘先生
- 孫華安先生
- 徐慕菁醫生
- 張子賢先生
- 張宏基先生
- 張淬淇女士
- 張慧儀女士
- 梁思韻女士
- 梁國成先生
- 梁淑盈女士
- 章漢光先生
- 莫坤仔先生
- 郭靜然女士
- 陳思潔女士
- 陳善明女士
- 陳嘉敏女士
- 陳靜霞女士
- 陳龍傑先生
- 陸德成先生
- 麥麗娥女士
- 曾　大先生
- 曾國文先生
- 曾國生先生
- 曾興隆先生
- 湯仲敏女士
- 程岸麗女士
- 費詩樂女士 (Ms Andrea FESSLER)
- 馮國平先生
- 黃永威先生
- 黃宇良先生
- 黃漢彥先生
- 楊志明先生
- 楊廣成先生
- 楊　毅女士
- 楊鎮華先生
- 董健莉女士
- 廖月明女士
- 廖仲平先生
- 劉功成先生
- 劉秀英女士
- 歐陽均諾先生
- 潘卓斌先生
- 潘麗芳女士
- 鄧詠芳女士
- 鄭強峰先生
- 黎燕欣女士 (Mrs Leanne NICHOLLS)
- 盧美霞女士
- 謝學忠先生
- 羅文生先生
- 羅達成先生
- 譚振宇先生
- 譚煜謙醫生
- 嚴佩琼女士
- Mrs Poonam Vijayprakash MEHTA

下列嘉獎人士在應對2019冠狀病毒病疫情的工作方面，貢獻良多，特頒獎狀，以示嘉勉：
- 陳健平先生，BBS，JP
- 馮康醫生，JP
- 李萍女士
- 楊世達醫生
- 丁煒雄先生
- 尹志堅醫生
- 方榮志醫生
- 王玉琳博士
- 王　豆女士
- 王夢穎女士
- 史向卉女士
- 石嵐軒醫生
- 伍思琪女士
- 伍碧茜女士
- 朱麗明女士
- 何婉霞醫生
- 余愛銀女士
- 余穎心女士
- 吳偉東先生
- 吳漢華醫生
- 呂鴻賓先生
- 李成章博士
- 李見芳女士
- 李家慶醫生
- 李耿淵醫生
- 李國雄先生
- 李國維醫生
- 李凱俊先生
- 李詠如女士
- 李順平先生
- 李錦新先生
- 李曦　醫生
- 汪博文先生
- 車錫英教授
- 周　一醫生
- 周志偉醫生
- 周嘉宜醫生
- 招彥燾博士
- 林青華先生
- 林偉奇醫生
- 林雅詩女士
- 林翠玉女士
- 林慧珍女士
- 林耀榮醫生
- 邱靜邢女士
- 俞佳琳醫生
- 柳　雷博士
- 胡永威先生
- 胡綽謙先生
- 孫碧筠女士
- 孫曉君女士
- 徐紹堂先生
- 殷晓樂女士
- 袁淑賢博士
- 婁振陽先生
- 庾慧玲醫生
- 張文歡女士
- 張民光先生
- 張廸琳女士
- 張冠豪醫生
- 張偉文醫生
- 張健貞女士
- 張碧珊醫生
- 張遠光先生
- 張麗梅女士
- 梁允愉女士
- 梁月明女士
- 梁倩兒女士
- 梁振邦先生
- 梁偉成醫生
- 梁偉恆先生
- 梁國齡醫生
- 梁婉芬女士
- 梁雪雯女士
- 梁楊世嫡女士
- 梅美蘭女士
- 莫仲棠教授
- 許鷗思醫生
- 郭寶賢醫生
- 陳日新醫生
- 陳宇康醫生
- 陳秀麗女士
- 陳東寧醫生
- 陳俊麒先生
- 陳宣樺醫生
- 陳浩然醫生
- 陳偉權先生
- 陳培浩先生
- 陳基湘教授
- 陳淑英女士
- 陳惠儀女士
- 陳碧姬醫生
- 陳錦芳先生
- 麥惠娟女士
- 曾華德醫生
- 曾嘉輝先生
- 程清霞女士
- 馮務君女士
- 黃天行醫生
- 黃立己醫生
- 黃利寶博士
- 黃志基教授
- 黃建忠博士
- 黃庭欣女士
- 黃智慧女士
- 黃進有女士
- 黃嘉莉女士
- 黃穎兒醫生
- 黃麗清女士
- 楊聖武先生
- 鄒詠茵女士
- 廖家傑醫生
- 甄秉強先生
- 管雅芳女士
- 趙楚珊女士
- 劉林美芳女士
- 劉　星博士
- 劉柱良醫生
- 劉家獻醫生
- 潘安信女士
- 潘潔盈女士
- 練偉雄醫生
- 蔡志峯醫生
- 鄧仲樑醫生
- 鄧若青女士
- 鄧偉倫醫生
- 鄭美儀女士
- 黎綺玲女士
- 盧淑芬女士
- 盧嘉儀女士
- 蕭冠明先生
- 謝芷彤女士
- 謝昭豪先生
- 謝詠詩醫生
- 鍾婉雯女士
- 羅金亮醫生
- 關日華醫生
- 關傑蘅先生
- 蘇婉嫻女士

### 行政長官公共服務獎狀
- 朱文龍先生
- 何耀威先生
- 吳卓衡先生
- 李一鳳女士
- 李潔玲女士
- 李潤流先生
- 林惠英女士
- 馬光和先生
- 梁美賢女士
- 郭嘉銓先生
- 陳嘉怡女士
- 陳翠玲女士
- 彭建文先生
- 黃有嬌女士
- 黃敏暉女士
- 黃劉婉貞女士
- 楊鎮海先生
- 趙詠蘭女士
- 劉浩斌先生
- 歐芷賢女士
- 鄭麗賢女士
- 盧美玲女士
- 盧凱詩女士
- 盧蕙卿女士
- 蕭麗琼女士
- 賴雪蘭女士
- 薛鎮廷先生 (Mr Justin Andrew Mark SHAVE)
- 謝錦華先生
- 蘇穎詩女士

下列嘉獎人士在應對2019冠狀病毒病疫情的工作方面，貢獻良多，特頒獎狀，以示嘉勉：
- 方健華先生，JP
- 方景麟先生
- 方樂文先生
- 王光明先生
- 王沅翊女士
- 王虎先生
- 王英傑先生
- 王國姿女士
- 王錦華女士
- 王頴嫻女士
- 布瑞強先生
- 甘志強先生
- 石洛琳女士
- 石陳麗樺女士
- 任向華先生
- 任浩晨先生
- 任敬業先生
- 任麗嬋女士
- 伍啟榮先生
- 伍國宇先生
- 伍婉儀女士
- 伍詠恩女士
- 伍穎潔女士
- 朱佩珊女士
- 朱喬鋒先生
- 朱嘉傑工程師
- 朱綺玲女士
- 江貴福先生
- 何明亮先生
- 何美智女士
- 何美蓮女士
- 何國桓先生
- 何國樑先生
- 何婉華女士
- 何梓滔先生
- 何烱健先生
- 何烱麟先生
- 何慧儀女士
- 余小玲女士
- 余倚華女士
- 余浩明醫生
- 吳文志先生
- 吳近榮工程師
- 吳家寶女士
- 吳浩然先生
- 吳偉文先生
- 吳偉諾先生
- 吳國輝先生
- 吳智康先生
- 吳嘉榮先生
- 吳銘浩先生
- 吳鴻輝先生，JP
- 吳麗兒女士
- 呂已才先生
- 呂志青先生
- 宋旭平先生
- 岑倫光先生
- 李天頌先生
- 李少蘭女士
- 李文鋒先生
- 李文韜先生
- 李可期女士
- 李成添先生
- 李志坤先生
- 李志聰先生
- 李佩珍女士
- 李泳嘉先生
- 李亮明先生，FSDSM
- 李俊傑先生
- 李威儀女士
- 李建中先生
- 李建日先生，SBS，FSDSM
- 李柏樑先生
- 李烈輝先生
- 李國銘先生
- 李景暉先生
- 李愷崙女士
- 李達文先生
- 李達生先生
- 李穎筠女士
- 李麗筠女士
- 李寶枝女士
- 李艷芳女士，JP
- 杜景浩先生
- 冼迪麟先生
- 周昕工程師
- 周惠敏女士
- 周劍儒醫生
- 周樹文先生
- 易沛然女士
- 林少冰女士
- 林文政先生
- 林安琪女士
- 林志雲先生
- 林定楓先生
- 林明偉先生
- 林金池先生
- 林柏如先生
- 林美儀女士
- 林展鵬先生
- 林惠安先生，CSDSM
- 林嘉露女士
- 林漢基博士
- 林澤瑋先生
- 林耀祖先生
- 俞智偉先生
- 哈文慧女士 (Ms Hamidah HAROON)
- 柯家樂女士，JP
- 洪業成先生
- 洪曉敬女士
- 洪麗雲女士
- 胡天祐先生，JP
- 胡卓宏先生
- 凌浩賢工程師
- 凌菊儀女士
- 徐浩光博士，JP
- 徐素華女士
- 徐嘉禧先生
- 徐德明先生
- 翁日成先生
- 翁偉德先生
- 袁超傑先生
- 馬周佩芬女士
- 馬美嬌女士
- 馬瓊芬女士
- 區家盛先生，JP
- 區展秋先生
- 區健聰先生
- 區詩敏博士
- 崔詠倫先生
- 張子輝博士
- 張立先生
- 張立燕女士
- 張栢基先生
- 張偉文先生
- 張偉雄先生
- 張瑞敏女士
- 張廣達先生
- 張誼女士，JP
- 梁子傑先生
- 梁子琪先生，JP
- 梁孝旋先生
- 梁秀雯女士
- 梁昌杰先生
- 梁保華先生
- 梁建業博士
- 梁科文先生
- 梁美紅醫生
- 梁家忠先生
- 梁啟健先生
- 梁喜蓮女士
- 梁皓怡女士
- 梁愛蓮女士
- 梁靖瑤女士
- 梁嘉倫先生
- 梁嘉榮先生
- 梁毅先生
- 梁懿德女士
- 符昊熙先生
- 莊永桓先生，JP
- 莊宏偉先生
- 莊團福工程師
- 莊鴻娜女士
- 莫志良先生
- 莫卓琛工程師
- 許志平先生
- 許志偉先生
- 許建業先生
- 許為強工程師
- 許詠賢女士
- 郭子健先生
- 郭敏萍女士
- 郭慧雯女士
- 郭頴詩女士，JP
- 陳子儉先生
- 陳天柱先生，JP
- 陳文兆先生
- 陳可嘉女士
- 陳巧敏女士，JP
- 陳永健先生
- 陳永傑先生
- 陳玉華女士
- 陳兆榮先生
- 陳卓生先生
- 陳尚敏女士
- 陳明德先生
- 陳明潔女士
- 陳雨青女士
- 陳冠康先生
- 陳思艾女士 (Ms Nongyao VITAYATPRAPAIPHAN)
- 陳星朗先生
- 陳家俊先生
- 陳展康先生
- 陳啟霖先生
- 陳淑婷女士
- 陳清發先生
- 陳祥偉先生
- 陳詠華女士
- 陳詠雯女士
- 陳愛麗女士
- 陳煒萍女士
- 陳達成先生
- 陳雋軒先生
- 陳劍鳴先生
- 陳慧珍女士
- 陳檳林先生
- 陸子慧先生
- 麥少芬女士
- 麥少玲女士
- 麥成達博士
- 彭華耀先生
- 彭鳳儀女士
- 曾淑英女士
- 温悅婷女士
- 温錦康先生
- 游淑如女士
- 程鴻緯先生
- 馮品聰先生
- 馮家輝先生
- 馮朗然女士
- 馮曼瑜女士
- 馮雅慧女士，JP
- 馮嘉樂先生
- 馮麗卿女士
- 黃子健先生
- 黃文廸先生
- 黃立人先生
- 黃志慧女士
- 黃沛津先生
- 黃彥彤女士
- 黃恒偉先生
- 黃振麟先生
- 黃浩然先生
- 黃偉光先生
- 黃偉良先生
- 黃偉強先生
- 黃偉超先生
- 黃國球先生
- 黃惠珠女士
- 黃智坤先生
- 黃智鏞先生
- 黃雄文工程師
- 黃傳輝先生，JP
- 黃敬慈先生
- 黃嘉偉先生
- 黃慧妍女士
- 黃錦麗女士
- 黃鎮標先生
- 楊少蘭女士
- 楊俊偉先生，CSDSM
- 楊素英女士
- 楊偉良先生
- 楊偉傑醫生
- 楊國安先生
- 楊凱欣女士
- 楊蕙心女士，JP
- 萬成功先生
- 萬淑芬女士
- 葉亦翎先生
- 葉國祥先生
- 葉詠恩女士
- 葉韻婷女士
- 葉耀邦先生
- 詹宇紅女士
- 鄒君逸先生
- 雷學良先生
- 甄偉賢先生
- 趙文傑先生
- 趙世昌先生
- 趙伯明先生
- 趙俊庭先生
- 趙浩霖先生
- 趙燕驊先生，JP
- 趙駿康先生
- 蔡迪迦先生
- 蔡清峰先生
- 蔡瑪莉女士
- 黎妙儀女士
- 黎志雄先生
- 黎俊榮先生
- 黎健文先生
- 黎陳慧芬女士
- 劉佩欣女士
- 劉俊豪先生
- 劉國信先生
- 劉敬民先生
- 劉嘉欣女士
- 劉頴嵐先生
- 樊朗明先生
- 歐陽淑莊女士
- 潘偉明醫生
- 潘鳳蓮女士，CMSM
- 鄧秉明先生，CSDSM
- 鄧美群女士
- 鄧偉業先生
- 鄧偉權先生
- 鄧啟澤先生
- 鄧淑雯女士
- 鄧智溢先生
- 鄧達培先生
- 鄧嘉玲女士
- 鄧德威先生
- 鄧樂濤先生
- 鄧顯權先生
- 鄭作榮先生
- 鄭志文先生
- 鄭偉倫先生
- 鄭健先生，JP
- 鄭棣華先生
- 鄭港涌先生，JP
- 鄭慧芯女士
- 鄭懿嘉女士
- 盧大威醫生
- 盧文鍵工程師
- 盧志強先生
- 盧楚慧女士
- 錢活滿先生
- 霍靜雯女士
- 戴凱佑先生
- 薛賀文先生
- 謝振中先生
- 謝雅立女士
- 謝寶瑤女士
- 鍾秀芳女士
- 鍾思穎女士
- 鍾家昌先生
- 鍾銘樂先生
- 藍凱彬先生
- 顏克武先生
- 顏嘉倩女士
- 魏德勇先生，FSDSM
- 羅明龍先生
- 羅詠珊女士
- 羅鶴鳴先生
- 譚卓偉先生
- 譚泳麟工程師
- 譚偉文先生
- 關可臨先生
- 關善之女士
- 嚴志偉先生
- 嚴家豪先生
- 嚴瑋婷女士
- 蘇日華先生
- 蘇智聰先生
- 蘇港燊先生
- 龔卓烽先生
- 龔翠冰女士